# 曼納高速公路
曼納高速公路（Bang Na Expressway）是泰國的六線高架高速公路，全長55公里，從曼谷的挽那縣到春武里市。曼納高速公路是收費道路，運行在National Highway route 34（Bang Na–Trat Highway）上，由泰国高速公路管理局（EXAT）所管理。
此高速公路是川·立派內閣（1992年–1995年）時，副總理Sukavich Rangsitpol的決策，公路設計師是路易斯·伯格。
曼納高速公路是長度最長的大桥中的一座（到2010年以前是最長的桥），不過因為大部份的高速公路都沒有跨過河流或是海洋，有些橋樑統計不將曼納高速公路列在其中，其跨過最大的水體是班巴功河。